# 金大堅
金 大堅（きん たいけん）は、中国の小説で四大奇書の一つである『水滸伝』の登場人物。
梁山泊第六十六位の好漢。地巧星の生まれ変わり。渾名は玉臂匠（ぎょくひしょう）で、玉石の彫刻や印刻に長けた腕前を称えられたことに由来する。梁山泊へ入山したのもその腕を買われてのことであり、入山以降も終始その彫刻の腕を活かした仕事に従事した。ちなみに妻子持ちである。

## 生涯
済州の住人。碑への文字の彫刻や印鑑の作成、宝石への彫刻等で生計を立て、その腕前は中原一とまで称えられていた。ある日、能筆家の蕭譲とともに、その評判を聞いた泰山の道士に呼ばれ、碑文の作成を依頼された。金大堅と連れ立って泰山へ向かうと、途中で梁山泊の山賊に拉致されてしまう。実は道士の正体は江州の牢役人戴宗で、梁山泊の恩人である宋江が江州で無実の罪で処刑されかかっていると知った梁山泊の軍師・呉用は、江州知事の父である宰相・蔡京の手紙を偽造し、都に護送されてくるであろう宋江を救出しようと考え、そのために書と彫刻の名人である2人を誘拐したのだった。山にはすでに家族も連れて来られており、2人はしかたなく梁山泊に協力、そのまま仲間になった。手紙自体は完璧なものが完成したが、呉用が息子宛に使用する印鑑の種類を取り違えるというミスを犯したため、偽装が発覚、結局梁山泊が江州に乗り込んで宋江を救出した。
梁山泊入山後は、首領が発行する印鑑、手形等の作成、発行、管理を担い、裏方ながら梁山泊組織内部で重要な役割を担う。百八星集結後も同じ職務に就く。官軍となった後も裏方として立ち回り、遼、田虎との戦いの後、戦勝を記念する石碑を作成したり、王慶との戦いでは、蕭譲、裴宣とともに敵の捕虜になった際、降伏を勧める敵を激しく罵り、拷問にも耐え抜くという気骨を見せた。王慶との戦いが終わって都に凱旋した際、その腕を天子に買われ、皇甫端とともに勅命で宮廷に召し上げられ、以後宮廷の印綬の製作を任される官職に就き梁山泊から脱退、そこで生涯を終えた。